# Papiria de civitate
La lex Papiria de civitate va ser una antiga llei romana proposada pel pretor urbà Luci Papiri que donava als habitants de la ciutat d'Acerra el dret de civitas sine suffragio, ciutat sense sufragi. Està datada l'any 332 aC quan eren cònsols Gneu Domici Calví i Aule Corneli Cos Arvina.